# Franco Giovine
Franco Giovine (...) è un baritono italiano.
Ha iniziato a studiare musica all'età di 28 anni presso Scuola Civica di Milano, alternando lo studio alla sua attività di meccanico. Ha proseguito gli studi al Conservatorio Giuseppe Verdi sotto la guida di Gina Cigna e Maria Carbone.
Dopo aver vinto vari concorsi,  è approdato dapprima alla ribalta nazionale e successivamente a quella internazionale.
Il 9 ottobre 1983 è Marcello ne La bohème al Teatro Donizetti di Bergamo e nel 1984 al Teatro Regio di Torino diretto da Massimo de Bernart con Nuccia Focile e Fiamma Izzo.
Nel 1986 è Gaspare Pisciotta nella prima assoluta di Salvatore Giuliano con Nicola Martinucci, Giovanna Casolla e Roberto Scandiuzzi al Teatro dell'Opera di Roma e Potàpich ne Il giocatore di Sergei Prokofiev con Daniela Dessì, Elena Souliotis, Luca Canonici e Franco Calabrese al Teatro Comunale di Firenze.
Nel suo repertorio figurano anche Madama Butterfly, Andrea Chenier, Fedora, il Requiem di Faurè, Lucia di Lammermoor, Tosca, Le Villi, Rigoletto, Pagliacci, La figlia di Iorio, L'elisir d'amore, Un ballo in maschera, Il Barbiere di Siviglia, Il Tabarro, Carmen, Nabucco, Falstaff, La forza del destino, Macbeth, La Gioconda ed Ernani.